# トマス・バロウ (海賊)
トマス・バロウ（Thomas Barrow、1726年没）は、カリブ海で活動していた海賊。自身をニュープロビデンス島の総督だと自称していたことで知られる。

## 人物
もともとはジャマイカのブリガンティン船で航海士をしていたバロウだったが、あるスペイン伯爵から金目の物を盗んで持ち逃げしていた。1716年、フロリダ湾で難破したスペインの財宝船を狙う男たちがプロビデンス島に殺到し、バロウはそのリーダー格だった。当時プロビデンス島の港町ナッソーは海賊が蔓延る海賊共和国と化しており、バロウはそこで自らをプロビデンス島の総督だと自称し、島を第2のマダガスカルにしてみせると豪語していた。バロウ自身は船を所有していなかったが島内で暴虐の限りを尽くし、住民から金品を巻き上げ、家を燃やし、妻たちに乱暴を働いた。拒む者は誰かれ構わず鞭打った。これによって一般的な入植者たちは島外へ逃げてしまい、密輸業者や娼婦などの無法者だけが残った。また、バロウは海賊と取引しに来た商人をも狙い、ニューイングランドから来たブリガンティン船を盗み、バミューダのスループ船の船長に暴行を働いた。
1717年9月5日、イギリス国王ジョージ1世は1年以内に投降した海賊に対して恩赦を与える布告を発した。翌1718年7月、バハマ総督ウッズ・ロジャーズがナッソーにやって来たさい、多くの海賊が総督に投降し、ベンジャミン・ホーニゴールドやジョン・コックラムなどの主だった海賊船長たちは逆に海賊を取り締まる立場に回って総督を支援した。
バロウもこの時恩赦を受けて海賊から足を洗ったとされる。1725年には結婚して娘がおり、翌年の8月に死んだ。

## 参考資料
- コリン・ウッダード(著)、大野晶子(訳)、『海賊共和国史 1696-1721年』2021年7月、パンローリング株式会社
- デイヴィッド・コーディングリ(編)、増田義郎(監修)、増田義郎・竹内和世(訳)、『図説 海賊大全』2000年11月、東洋書林
- チャールズ・ジョンソン(著)、朝比奈一郎(訳)、『海賊列伝(上)』2012年2月、中公文庫